# Битва за Баню-Ковилячу
Битва за Баню-Ковилячу (сербохорв. Bitka za Banju Koviljaču / Битка за Бању Ковиљачу) — сражение объединённых сил югославских четников и партизан против немецко-усташских войск, занявших город Баня-Ковиляча (ныне Западная Сербия). Оно прошло с 1 по 6 сентября 1941 года, сразу же после успешного взятия четниками Лозницы 31 августа. Это было первое открытое сражение четников и югославских партизан против немецких частей в Сербии, в котором четники и партизаны сражались плечом к плечу. Четники, планировавшие всю операцию, и партизаны, вступившие в бой в самый ответственный момент, сумели одержать важную победу над немецкими частями.

## Предыстория
В августе 1941 года на охранные посты немецкой армии и жандармерии было совершено 242 атаки: в ходе этих атак подрывались железнодорожные пути, уничтожались телефонные и телеграфные линии, а также останавливалось производство на заводах и фабриках. В результате этих атак 22 немецких солдата погибли, 17 были ранены. Приказ о мобилизации всех сил четников отдал в том же месяце лично Дража Михайлович. 31 августа четниками была взята Лозница, а 1 сентября — Заяча. Также четниками была взята деревня Завлака. Церский четницкий отряд в целях пропаганды и запугивания атаковал демонстративно Шабац, пытаясь навести панику в рядах немцев и разведать местность около Бани-Ковилячи. Именно его и предстояло взять восставшим после успешной победы в Лознице.

## Состав сил
Ядарский и Церский четницкие отряды занялись разработкой плана взятия города: оба они прибыли из Прнявора, взяв по пути Лозницу и Трбушницу и добравшись до горы Гучево. Командир четников, Драгослав Рачич, получил сообщение о намерениях четников взять Баню-Ковилячу. Численность Ядарского отряда составляла 3 тысячи человек. Со стороны партизан прибыли две роты: Поцерского батальона и Подринской дивизии. 4-й ротой партизан командовал Александр «Лала» Станкович, ударной ротой командовал Мика Митрович. Командующим всеми силами был назначен генерал-лейтенант королевской армии Никола Радованович.
Немецкие войска были расквартированы в Курсалоне и гостиницах «Подринье», «Герцеговина» и «Далмация». От 30 до 40 немецких солдат лечились в санатории на холме над Баней-Ковилячей. За оборону отвечала 718-я пехотная дивизия, чья штаб-квартира была в Баня-Луке, а командный пост — в Зворнике. Города контролировались силами Независимого государства Хорватия, поэтому было очевидно, что Славко Кватерник, министр обороны НГХ, бросит в бой и свои силы. Гарнизоном Бани-Ковилячи командовал Мате Рупчич, командир сил усташей на границе с оккупированной Сербией, который поддерживал немецкие гарнизоны при помощи 3-го и 4-го полков домобранства из Зворника и Тузлы (ещё одним командиром был некий полковник Грум).

## Битва

### 1 сентября
Ядарский четницкий отряд начал бой 1 сентября, атаковав 3-й немецкий батальон. Атакой командовали капитан Богдан Дрляча и лейтенант запаса Георге Бойич. Немецкие солдаты из 3-го батальона спешно отошли к городу, бросив санаторий, а затем стали возводить ДЗОТы и рыть окопы. Остальная часть гарнизона стала закрепляться в пулемётных гнёздах и расставлять заграждения из колючей проволоки. Первая же атака Дрлячи и Бойича на город захлебнулась, как и ещё несколько последовавших. Немцы ожидали прибытия подкреплений из ближайших гарнизонов в Валево и хорватских селениях: в резерве у немцев были внушительные силы.

### 2 сентября
2 сентября 3-й батальон 738-го полка, удерживавший позиции около Ковилячи, стал отступать на восток. В тот же день над Лозницей был сбит немецкий разведывательный самолёт. Ночью югославские силы в количестве от 5 до 6 тысяч партизан Валевского отряда и около 1 тысячи четников под командованием лейтенанта Мартиновича и священника Владо Зечевича атаковали Крупань. Валевские немецкие подкрепления попытались прорвать линию партизан и четников, используя авиацию, но не сумели этого сделать: дорога к Крупани и Ковиляче была закрыта

### 3 сентября
3 сентября к немцам подпоспела артиллерия хорватских домобранцев. Немецкая авиация усилила свой натиск на позиции противника: два бомбардировщика Junkers Ju 87 сбросили 24 бомбы на позиции четников. Хорваты устроили настоящий огневой вал, после чего пересекли реку Дрина рядом со Зворником и атаковали левый фланг четников к западу от Гучево; также немецко-хорватские части атаковали четников у Козлука, где держались войска Лазаря Савича. Подкрепления от лейтенанта Георге Бойича позволили задержать наступление немцев. Церский отряд Драгослава Рачича также прибыл с подкреплениями и позволил осаждавшим пойти в атаку. В ходе битвы немцам пришлось впервые задействовать авиацию для борьбы с четниками и партизанами, чего ранее не происходило.

### 4—5 сентября
В эти дни разыгрались самые кровопролитные бои за Баню-Ковилячу: согласно свидетельству Владимира Дедиера, четники запросили помощи от партизанских частей — Мачванского и Валевского партизанских отрядов. Партизаны согласились и отправили свои силы к Бане-Ковиляче. Когда партизаны были у Тршича, им сообщили, что Баню-Ковилячу уже взяли два отряда четников и один партизанский.
Это сообщение было всё же ложным: немецкие части продолжали сопротивляться, несмотря на то, что их сильнейшие укрепления пали. Осаждённые пошли на хитрость, окружив свои позиции колючей проволокой и подав высокое напряжение на неё. Обрен Попович, не знавший об этой хитрости, с криками «За мной!» повёл свою часть к гостинице «Герцеговина», откуда немцы открыли плотный огонь по четникам. Те атаковали легкомысленно, думая, что немцы и не подумают дальше сопротивляться. Попович держал в руке гранату, когда со своим отрядом напоролся на проволоку. Мощный электрический удар стал смертельным и для Поповича, и для его подчинённых.

### 6 сентября
И всё же резервы немцев не были безграничны: четники решили не повторять ошибку Поповича и решили просто перепрыгивать проволоку с высоким напряжением и кидать гранаты в окна. Хитрость уже не помогала осаждённым, и ночью 6 сентября немцы и хорваты сбежали из города, направившись к Зворнику. Согласно исследованию Пауля Нена, немецкий гарнизон пришлось эвакуировать самолётом.
По югославским данным, в бою погибли 4 солдата и ещё 4 были ранены. Потери немцев убитыми и ранеными не установлены.

## Последствия
После взятия города четники отпраздновали день рождения короля Петра II в Бане-Ковиляче. В Планинице был сооружён лагерь военнопленных, куда и поместили всех пленных немцев, а в Лознице и Баня-Ковиляче после строительства первых четницких укреплений началась мобилизация (партизаны стали вербовать в свои ряды добровольцев в Лознице). Победы в Лознице, Баня-Ковиляче, на Завлаке и Крупани позволили освободить Западную Сербию почти целиком от немецкой оккупации и создали «свободную территорию». Остатки немецких частей укрылись в Шабаце и Валево, окружённые восставшими.
В дальнейшем четники из Церского отряда под командованием Драгослава Рачича проникли в Шабац, но взять его не смогли. Тем не менее, четники после соединения с Шумадийскими частями начали двигаться к Валево, взяв по пути Чачак, Крушевац и Кралево. Немцы убедились в том, что во главе восставших стоят опытные и сильные командиры.